# CART-Saison 2002
Die CART-Saison 2002 (offiziell CART FedEx Champ Car World Series) war die 24. Saison der amerikanischen CART-Rennserie und die 81. Meisterschaftssaison im US-amerikanischen Formelsport.

## Hintergrund
Das Auftaktrennen fand am 10. März in Monterrey (Mexiko) statt und das Finale war am 17. November in Mexiko-Stadt.
Das geplante Rennen auf dem EuroSpeedway Lausitz wurde wegen dessen Insolvenz abgesagt.
Die Teams konnten zwischen Lola- und Reynard-Chassis wählen. Während der Saison musste Reynard Insolvenz anmelden, einige Teams wechselten deshalb während der Saison zu Lola. Die Lola-Teams gewannen 16 der 19 Rennen.
Toyota, Ford und Honda lieferten die Motoren. Es gab zehn Siege für Toyota, fünf für Honda und vier Siege für Ford angetriebene Autos.
Das Team Penske, dass in den letzten beiden Saisons mit Gil de Ferran die Meisterschaft gewonnen hatte, war zur Indy Racing League gewechselt.
Bridgestone wurde exklusiver Reifenlieferant und löste Firestone ab, diese Verbindung blieb bestehen bis zur letzten Champ-Car-Saison 2007.

## Saisonverlauf
Cristiano da Matta gewann die Meisterschaft mit sieben Rennsiegen. Er sicherte sich den Titel beim 16. von 19 Rennen in Miami. Da Matta pilotierte ein Auto vom Team Newmann/Haas Racing, angetrieben von einem Toyota Motor.
Den Titel "Rookie of the Year" ging an Mario Domínguez, er belegte in der Fahrer-Wertung den 18. Platz und gewann das Rennen in Surfers Paradise.

## Fahrer und Teams
| Team                              | Chassis     | Motor         | Nr. | Fahrer               | Rennen          |
| --------------------------------- | ----------- | ------------- | --- | -------------------- | --------------- |
| Target Chip Ganassi Racing        | Lola B02/00 | Toyota        | 4   | Bruno Junqueira      | 1 – 19          |
| Target Chip Ganassi Racing        | Lola B02/00 | Toyota        | 12  | Kenny Bräck          | 1 – 19          |
| Target Chip Ganassi Racing        | Lola B02/00 | Toyota        | 44  | Scott Dixon          | 4 – 19          |
| Walker Racing                     | Reynard 02i | Toyota        | 5   | Toranosuke Takagi    | 1 – 19          |
| Newman/Haas Racing                | Lola B02/00 | Toyota        | 6   | Cristiano da Matta   | 1 – 19          |
| Newman/Haas Racing                | Lola B02/00 | Toyota        | 11  | Christian Fittipaldi | 1 – 19          |
| PWR Championship Racing           | Lola B02/00 | Toyota        | 7   | Scott Dixon          | 1 – 3           |
| PWR Championship Racing           | Lola B02/00 | Toyota        | 17  | Oriol Servià         | 1 – 3           |
| Team Rahal                        | Lola B02/00 | Ford-Cosworth | 8   | Jimmy Vasser         | 1 – 19          |
| Team Rahal                        | Lola B02/00 | Ford-Cosworth | 9   | Michel Jourdain jr.  | 1 – 19          |
| Mo Nunn Racing                    | Reynard 02i | Honda         | 10  | Tony Kanaan          | 1 – 3           |
| Mo Nunn Racing                    | Lola B02/00 | Honda         | 10  | Tony Kanaan          | 4 – 19          |
| Herdez Competition                | Lola B02/00 | Ford-Cosworth | 16  | Mario Domínguez      | 1 – 4           |
| Herdez Competition                | Lola B02/00 | Ford-Cosworth | 55  | Mario Domínguez      | 5 – 19          |
| Team St. George Dale Coyne Racing | Lola B02/00 | Ford-Cosworth | 19  | Darren Manning       | 15              |
| Team St. George Dale Coyne Racing | Lola B02/00 | Ford-Cosworth | 19  | André Lotterer       | 19              |
| Patrick Racing                    | Reynard 02i | Toyota        | 20  | Townsend Bell        | 1 – 9           |
| Patrick Racing                    | Reynard 02i | Toyota        | 20  | Oriol Servià         | 10 – 19         |
| Sigma Autosport                   | Lola B02/00 | Ford-Cosworth | 22  | Max Papis            | 1 – 5           |
| Team KOOL Green                   | Reynard 02i | Honda         | 26  | Paul Tracy           | 1 – 2           |
| Team KOOL Green                   | Lola B02/00 | Honda         | 26  | Paul Tracy           | 3 – 19          |
| Team KOOL Green                   | Reynard 02i | Honda         | 27  | Dario Franchitti     | 1 – 3           |
| Team KOOL Green                   | Lola B02/00 | Honda         | 27  | Dario Franchitti     | 4 – 19          |
| Team Motorola                     | Reynard 02i | Honda         | 39  | Michael Andretti     | 1 – 2           |
| Team Motorola                     | Lola B02/00 | Honda         | 39  | Michael Andretti     | 3 – 19          |
| Team Player's                     | Reynard 02i | Ford-Cosworth | 32  | Patrick Carpentier   | 1 – 19          |
| Team Player's                     | Reynard 02i | Ford-Cosworth | 33  | Alex Tagliani        | 1 – 19          |
| Fernández Racing                  | Lola B02/00 | Honda         | 51  | Adrián Fernández     | 1 – 10, 12 – 17 |
| Fernández Racing                  | Lola B02/00 | Honda         | 51  | Max Papis            | 11, 18          |
| Fernández Racing                  | Lola B02/00 | Honda         | 51  | Luis Díaz            | 19              |
| Fernández Racing                  | Lola B02/00 | Honda         | 52  | Shinji Nakano        | 1 – 19          |

## Statistik

### Rennergebnisse
| Nr. | Datum         | Rennen / Strecke                                                         | Distanz (mi) | Pole Position      | Sieger             | Zweiter              | Dritter              |
| --- | ------------- | ------------------------------------------------------------------------ | ------------ | ------------------ | ------------------ | -------------------- | -------------------- |
| 1   | 10. März      | Tecate/Telmex Monterrey Grand Prix (Parque Fundidora) (O)                | 178,84       | Adrián Fernández   | Cristiano da Matta | Dario Franchitti     | Christian Fittipaldi |
| 2   | 14. April     | Toyota Grand Prix of Long Beach (Long Beach Grand Prix Circuit) (T)      | 177,12       | Jimmy Vasser       | Michael Andretti   | Jimmy Vasser         | Massimiliano Papis   |
| 3   | 26. April     | Bridgestone Potenza 500K (Twin Ring Motegi) (O)                          | 311,34       | Bruno Junqueira    | Bruno Junqueira    | Alex Tagliani        | Dario Franchitti     |
| 4   | 2. Juni       | Miller Lite 250 (The Milwaukee Mile) (O)                                 | 258,00       | Adrián Fernández   | Paul Tracy         | Adrián Fernández     | Massimiliano Papis   |
| 5   | 9. Juni       | Grand Prix of Monterey Featuring the Shell 300 (Laguna Seca) (P)         | 194,70       | Cristiano da Matta | Cristiano da Matta | Christian Fittipaldi | Kenny Bräck          |
| 6   | 16. Juni      | G. I. Joe’s 200 (Portland International Raceway) (P)                     | 216,59       | Cristiano da Matta | Cristiano da Matta | Bruno Junqueira      | Dario Franchitti     |
| 7   | 30. Juni      | Grand Prix of Chicago (Chicago Motor Speedway) (P)                       | 257,25       | Dario Franchitti   | Cristiano da Matta | Bruno Junqueira      | Dario Franchitti     |
| 8   | 7. Juli       | Molson Indy Toronto (Exhibition Place) (T)                               | 196,56       | Cristiano da Matta | Cristiano da Matta | Kenny Bräck          | Christian Fittipaldi |
| 10  | 14. Juli      | Marconi Grand Prix of Cleveland (Cleveland Street Course) (F)            | 242,19       | Cristiano da Matta | Patrick Carpentier | Michael Andretti     | Paul Tracy           |
| 11  | 28. Juli      | Molson Indy Vancouver (Concord Pacific Place) (T)                        | 178,10       | Cristiano da Matta | Dario Franchitti   | Paul Tracy           | Tony Kanaan          |
| 12  | 11. August    | Grand Prix of Mid-Ohio (Mid-Ohio Sports Car Course) (P)                  | 207,73       | Patrick Carpentier | Patrick Carpentier | Christian Fittipaldi | Michael Andretti     |
| 13  | 18. August    | Grand Prix at Road America Featuring the Motorola 220 (Road America) (P) | 242,88       | Bruno Junqueira    | Cristiano da Matta | Alex Tagliani        | Bruno Junqueira      |
| 14  | 25. August    | Molson Indy Montréal (Circuit Gilles-Villeneuve) (P)                     | 219,76       | Cristiano da Matta | Dario Franchitti   | Cristiano da Matta   | Tony Kanaan          |
| 15  | 1. September  | Shell Grand Prix of Denver (Streets of Denver (Pepsi Center)) (T)        | 164,70       | Bruno Junqueira    | Bruno Junqueira    | Scott Dixon          | Cristiano da Matta   |
| 16  | 14. September | Sure for Men Rockingham 500K (Rockingham Speedway) (O)                   | 312,06       | Kenny Bräck        | Dario Franchitti   | Cristiano da Matta   | Patrick Carpentier   |
| 17  | 6. Oktober    | Grand Prix Americas (Bayfront Park) (T)                                  | 145,63       | Tony Kanaan        | Cristiano da Matta | Christian Fittipaldi | Jimmy Vasser         |
| 18  | 27. Oktober   | Honda Indy 300 (Surfers Paradise Street Circuit) (T)                     | 111,80       | Cristiano da Matta | Mario Domínguez    | Patrick Carpentier   | Paul Tracy           |
| 19  | 3. November   | The 500 Presented by Toyota (California Speedway) (O)                    | 507,25       | Tony Kanaan        | Jimmy Vasser       | Michael Andretti     | Patrick Carpentier   |
| 20  | 17. November  | México Gran Premio Telmex/Gigante (Autódromo Hermanos Rodríguez) (P)     | 203,37       | Bruno Junqueira    | Kenny Bräck        | Cristiano da Matta   | Bruno Junqueira      |

- Erklärung: O: Ovalkurs, T: temporäre Rennstrecke (Stadtkurs), P: permanente Rennstrecke, F: Flugplatzkurs

### Fahrer-Meisterschaft
| Pos. | Fahrer               | Punkte |
| ---- | -------------------- | ------ |
| 1.   | Cristiano da Matta   | 237    |
| 2.   | Bruno Junqueira      | 164    |
| 3.   | Patrick Carpentier   | 157    |
| 4.   | Dario Franchitti     | 148    |
| 5.   | Christian Fittipaldi | 122    |
| 6.   | Kenny Bräck          | 114    |
| 7.   | Jimmy Vasser         | 114    |
| 8.   | Alex Tagliani        | 111    |
| 9.   | Michael Andretti     | 110    |
| 10.  | Michel Jourdain Jr.  | 105    |
| 11.  | Paul Tracy           | 101    |
| 12.  | Tony Kanaan          | 99     |
| 13.  | Scott Dixon          | 97     |
| 14.  | Adrián Fernández     | 59     |
| 15.  | Tora Takagi          | 53     |
| 16.  | Oriol Servià         | 44     |
| 17.  | Shinji Nakano        | 43     |
| 18.  | Mario Domínguez (R)  | 37     |
| 19.  | Massimiliano Papis   | 32     |
| 20.  | Townsend Bell (R)    | 19     |
| 21.  | Darren Manning (R)   | 4      |
| 22.  | André Lotterer (R)   | 1      |
| 23.  | Luis Diaz (R)        | 0      |

(R) = Rookie